# Stimme am Telefon
Stimme am Telefon (Originaltitel: The Slender Thread) ist ein US-amerikanisches Filmdrama aus dem Jahr 1965. Das Drehbuch basiert auf der Kurzgeschichte Decision to Die der Journalistin Shana Alexander, die am 29. Mai 1964 im US-Magazin Life erschien und eine wahre Begebenheit schilderte.

## Handlung
Der Psychologiestudent Alan Newell arbeitet als Ehrenamtlicher an einer Klinik in Seattle. Am Abend erhält Newell einen Anruf einer Frau, die eine Überdosis Schlaftabletten genommen hat. Newell versucht herauszubekommen, wo sie sich aufhält, doch die Frau verrät nichts. Er hört ihr zu und erfährt ihren Vornamen Inga und ihre Geschichte.
Inga hat sich für Selbstmord entschieden, nachdem ihr Mann, der Fischer Mark Dyson, erfahren hat, dass er nicht der Vater ihres Sohnes Chris ist. Mrs. Dyson erzählt Newell von der Kaltherzigkeit ihres Mannes. Während Newell mit Inga über ihre Gefühle spricht, alarmiert Newells Kollege Dr. Coburn die Polizei, die versucht, den Standort von Ingas Telefonanschluss zu lokalisieren. Sergeant Ward und die Streifenpolizisten Peters und Enyard suchen die Gegend ab. 
Die Polizei sucht Mr. Dyson auf und informiert ihn von der Situation. Die Küstenwache bringt ihn von seinem Schiff nach Seattle. Ward hat die Information erhalten, dass sich Mrs. Dyson in einem Motelzimmer aufhalten soll. Gerade als er dort ankommt, fällt die Frau in ein Koma.
In letzter Minute wird Inga gefunden.

## Hintergrund
Sydney Pollack arbeitete hier das erste Mal als Regisseur. Bis auf die Szenen innerhalb der Klinik wurde der Film in Seattle gedreht. Seine Premiere fand am 23. Dezember 1965 in New York statt. In Deutschland erschien der Film erstmals am 7. April 1966 in den Kinos.

## Kritiken
Variety schrieb, der Film sei ein Vehikel für Talente wie Poitier und Bancroft. Der Film habe eine sich steigernde Spannung. Aber so gut er auch sei, eine klarere Geschichte würde ihn verbessern. A. H. Weiler von der New York Times stellte fest, dass die Darstellung und der natürliche Dialog eher in Erinnerung bleiben würden als die Geschichte selbst.
Für das Lexikon des internationalen Films war Stimme am Telefon ein „spannender und wirklichkeitsnaher Film, der überzeugend die Gründe für die Verzweiflungstat der Frau aufzeigt“.
Die Filmzeitschrift Prisma befand, Regisseur Sydney Pollack „traf voll ins Schwarze und betrieb eine faszinierende, außergewöhnlich präzise Charakterstudie.“ Der Evangelische Film-Beobachter attestierte der Produktion, „[e]in ergreifender, nüchterner Film“ zu sein, sowie „hervorragende schauspielerische Leistungen, trotz der weniger gelungenen Rückblenden.“

## Auszeichnungen
1966 waren Edith Head in der Kategorie Bestes Kostümdesign/Schwarzweiß und Hal Pereira, Jack Poplin, Robert R. Benton und Joseph Kish in der Kategorie Bestes Szenenbild/Schwarzweiß für den Oscar nominiert.
Stirling Silliphant erhielt eine Nominierung für den Golden Globe für das Beste Drehbuch.